# Сухая (приток Быстрой)
Сухая — река в России, протекает в Ростовской области; левый приток Быстрой в 175 км от её устья. Длина реки — 35 км, площадь водосборного бассейна — 674 км², образует одноимённую балку.

## Описание
Сухая проходит среди суглинков с малым притоком грунтовых вод, в верхнем течении состоит из ряда плесов со стоячей водой, в нижнем течении представляет глубокий водоток с обрывистыми берегами, извивающийся среди степи и впадающей в реку Быструю.
Берёт начало у хутора Сибирьки Морозовского района. Одним из своих рукавов заходит в станицу Вольно-Донскую и проходит через хутор Семеновка Морозовского района, далее пересекает автомобильную дорогу А-260 и полого впадает в реку Быстрая.
Ряд курганов возле станицы Вольно-Донской также называются «Сухой» и являются памятниками археологии Морозовского района, находящихся под государственной охраной.

## Данные водного реестра
По данным государственного водного реестра России относится к Донскому бассейновому округу, водохозяйственный участок реки — Северский Донец. Речной бассейн реки — Дон (российская часть бассейна).